# Larry Zbyszko
Lawrence "Larry" Whistler (Chicago, 5 de dezembro de 1951), mais conhecido pelo seu nome no ringue Larry Zbyszko, é um lutador de wrestling profissional norte-americano, reconhecido nacionalmente pela sua rivalidade com seu ex-treinador Bruno Sammartino no começo da década de 1980.
Seu nome é dado em homenagem ao lutador Stanislaus Zbyszko.

## No wrestling
- Movimentos de finalização
  - LarryLand Dreamer (Guillotine choke)
  - Piledriver[1]
  - Standing reverse figure-four leglock
  - Swinging neckbreaker

- Movimentos secundários
  - Abdominal stretch
  - Body slam
  - Front dropkick
  - Inverted atomic drop
  - Reverse chinlock
  - School boy
  - Shoulderbreaker
  - Spike brainbuster
  - Spin kick
  - Sunset flip

- Gerentes
  - Baby Doll
  - Paul E. Dangerously
  - Eddie Gilbert
  - Gary Hart
  - So Cal Val

- Alcunhas
  - The Living Legend
  - The New Living Legend
  - Wrestling's Living Legend

## Campeonatos e prêmios
- American Wrestling Association
  - AWA America's Heavyweight Championship (1 vez)
  - AWA World Heavyweight Championship (2 vezes)[2]

- AWA Superstars of Wrestling
  - AWA Superstars of Wrestling World Heavyweight Championship (1 vez)[3]
  - AWA World Six-Man Tag Team Championship (1 vez) – with Chasyn Rance and Seth Springer

- Cauliflower Alley Club
  - Outro homenageado (1996)

- Georgia Championship Wrestling
  - NWA National Heavyweight Championship (2 vezes)[4]

- Jim Crockett Promotions / World Championship Wrestling
  - NWA Western States Heritage Championship (1 vez)[5]
  - WCW World Tag Team Championship (1 vez) – com Arn Anderson[6]
  - WCW World Television Championship (1 vez)[7]

- Legends Pro Wrestling
  - XWF/LPW Hall of Fame (Classe de 2008)

- NWA Hollywood Wrestling
  - NWA "Beat the Champ" Television Championship (1 vez)[8]

- New England Pro Wrestling Hall of Fame
  - Classe de 2010

- Pro Wrestling Illustrated
  - Luta do ano (1980) vs. Bruno Sammartino em uma luta em uma jaula de aço no Showdown at Shea
  - Lutador mais odiado (1980)
  - Novato do ano (1974)
  - Dupla do ano (1991) com Arn Anderson
  - PWI colocou-o em #38 dos 500 melhores lutadores individuais na PWI 500 em 1991[9]
  - PWI colocou-o em #105 dos 500 melhores lutadores individuais na "PWI Years" em 2003[10]

- Southern Championship Wrestling
  - SCW Southern Tag Team Championship (1 vez) – com Mister Saint Laurent

- USA Championship Wrestling
  - USA North American Heavyweight Championship (1 vez)

- World Wide Wrestling Federation/WWE
  - WWWF Tag Team Championship (1 vez) – com Tony Garea[11]
  - WWE Hall of Fame (Classe de 2015)

- Wrestling Observer Newsletter awards
  - Luta 5 estrelas (1991) com Ric Flair, Barry Windham e Sid Vicious vs. Brian Pillman, Sting, Rick Steiner e Scott Steiner (24 de fevereiro, WarGames match, WrestleWar)
  - Luta 5 estrelas (1992) com Rick Rude, Steve Austin, Arn Anderson e Bobby Eaton vs. Nikita Koloff, Barry Windham, Ricky Steamboat, Sting e Dustin Rhodes (17 de maio, WarGames Match, WrestleWar)
  - Melhor vilão (1980)
  - Rivalidade (1980) vs. Bruno Sammartino
  - Lutador com maior melhora (1980)